# منطقة شديدة التغير
المنطقة الشديدة التغير (بالإنجليزية: hypervariable region) (HVR اختصاراً) هي موقع داخل تسلسل حيث تحدث تعددات الأشكال بشكل متكرر. يتم استخدامها في سياقين:
في حالة الأحماض النووية، تكون المنطقة شديدة التغير هي المكان الذي تتغير فيه أزواج القواعد بشكل متكرر. يمكن أن يكون هذا بسبب تغيير في عدد التكرارات (الذي يُرى في الحمض النووي لنواة حقيقيات النوى) أو ببساطة انخفاض الضغط الانتقائي الذي يسمح بعدد كبير من الاستبدالات والحذف (كما في حالة حلقة D للحمض النووي للميتوكوندريا و16S rRNA).
في حالة الأجسام المضادة، تكون المنطقة شديدة التغير هي المكان الذي تحدث فيه معظم الاختلافات بين الأجسام المضادة. تسمى هذه المنطقة أيضًا منطقة تحديد التتام/التكامل.

## روابط خارجية
Hypervariable+region في المكتبة الوطنية الأمريكية للطب نظام فهرسة المواضيع الطبية (MeSH).

- DNA: Forensic and Legal Applications, Explanation of Hypervariable Regions